# Stübecken
Stübecken ist als Teil der ehemals selbständigen Gemeinde Landhausen seit den preußischen Gebietsreformen 1929 ein Ortsteil der Gemeinde, seit 1936 der Stadt Hemer in Nordrhein-Westfalen.
Stübecken liegt im Norden des Hemeraner Stadtgebiets und grenzt so an die Nachbarstädte Iserlohn und Menden. Innerhalb Hemers grenzt die Siedlung an Mesterscheid und Höcklingsen im Osten beziehungsweise Südosten, an Haus Hemer und Hemerhardt im Süden sowie an Landhausen im Westen.
In Stübecken befindet sich mit der Brabeckschule eine städtische Grundschule sowie das ebenfalls städtische Freibad „Am Damm“. Auch die städtische Kindertageseinrichtung „Räuberbande“ ist seit 1976 in Stübecken zu finden. Außerdem liegt in Stübecken das Fußballstadion des Landesligisten SG Hemer.
Die Siedlergemeinschaft Stübecken nimmt regelmäßig am Wettbewerb Unser Dorf hat Zukunft teil und belegte dort bereits führende Plätze.
Stübecken ist nicht zu verwechseln mit dem nahe gelegenen Ortsteil Stübbeken der Stadt Iserlohn.